# 磚子苗
磚子苗（学名：Cyperus cyperoides）为莎草科莎草属下的一个植物种。